# 324 Бамберга
324 Бамберга (324 Bamberga) — астероїд головного поясу, відкритий 25 лютого 1892 року Йоганном Палізою у Відні.